# Lophopetalum macranthum
Lophopetalum macranthum är en benvedsväxtart som först beskrevs av Ludwig Eduard Theodor Loesener, och fick sitt nu gällande namn av Ding Hou. Lophopetalum macranthum ingår i släktet Lophopetalum och familjen Celastraceae. Inga underarter finns listade.